# Fukučijama (Kjóto)
Fukučijama (japonsky:福知山市 Fukučijama-ši) je japonské město v prefektuře Kjóto na ostrově Honšú. Žije zde téměř 80 tisíc obyvatel. Nachází se zde místní hrad.

## Slavné osobnosti
- Kenta Kobaši (* 1967) – japonský wrestler
- Osamu Šimomura (1928–2018) – japonský chemik a nositel Nobelovy ceny za chemii za rok 2008